# Un prinț de Crăciun
Un prinț de Crăciun (titlu original: A Christmas Prince) este un film american de comedie romantică din 2017 regizat de Alex Zamm.

## Prezentare
O reporteriță merge, sub acoperire, la palatului unui prinț pentru a descoperi secrete din viața acestuia, dar ajunge să facă parte dintr-o adevărată intrigă regală și sfârșește prin a trăi dragostea vieții sale.

## Distribuție
- Rose McIver - Amber Eve Moore / Martha Anderson
- Ben Lamb - Prințul Richard Bevan Charlton
- Tom Knight - Prime Minister Denzil
- Sarah Douglas - Mrs. Averill
- Daniel Fathers - Rudy Moore
- Alice Krige - Queen Helena Charlton
- Tahirah Sharif - Melissa
- Richard Ashton - Mr. Little
- Theo Devaney - Count Simon Duxbury
- Vaughn Joseph - Ron
- Honor Kneafsey - Princess Emily Charlton
- Amy Marston - Max Golding
- Joel McVeagh - Andy
- Emma Louise Saunders - Baroness Sophia Taylor
- Paul Courtenay Hyu - Deputy Press Secretary Gill

## Producție
A fost filmat la Castelul Peleș și la Palatul Cotroceni.